# Elektrometalurgia
Elektrometalurgia (gr. elektron bursztyn + metallourgein wydobycie rudy) – dział metalurgii zajmujący się otrzymywaniem i rafinacją (oczyszczaniem) oraz przetwarzaniem metali i ich stopów przy użyciu prądu elektrycznego.
Procesy elektrometalurgii w głównej mierze oparte są na zjawisku elektrolizy stopionych rud metali. Osiągnięcia tej dziedziny są wykorzystywane przede wszystkim przy otrzymywaniu miedzi elektrolitycznej lub glinu charakteryzujących się znacznie lepszym przewodnictwem niż metale otrzymywane tradycyjnymi metodami wytapiania rud metali w hutach.